# Manuel González de la Cotera
Manuel González de la Cotera (Ayabaca, 1817 - Morropón, 1884) fue un militar y político peruano. Fue Presidente del Consejo de Ministros y Ministro de Guerra y Marina, durante el segundo gobierno constitucional de Mariano Ignacio Prado, en plena Guerra del Pacífico (1879).

## Biografía
Fue natural de Ayabaca, en la sierra del actual departamento de Piura, y estaba emparentado con las más importantes familias de la región, como los Farfán de los Godos y los Zorrilla de la Gandara.
Ingresó a la Escuela de Cadetes de Lima y luego fue enviado a Europa para que se perfeccionara profesionalmente. De regreso en el Perú, sirvió al gobierno constitucional de Mariano Ignacio Prado (1876-1879), participando en la debelación de los intentos golpistas del caudillo Nicolás de Piérola.
Cuando el 1 de abril de 1879 las fuerzas chilena ocuparon todo el litoral boliviano, La Cotera salió del Callao a bordo del transporte Chalaco, junto con los batallones Puno N.º 6 y N.º 8, así como cuatro piezas de artillería. Llegó a su destino el 8 de abril o sea, tres días después de la declaratoria de guerra de Chile al Perú. El Chalaco, con La Cotera, burlaron a los buques chilenos que iniciaban sus incursiones en las costas de la provincia de Tarapacá. Las fuerzas peruanas en Tarapacá llegaron a sumar en total 3.500 hombres. La Cotera quedó al mando de todas ellas, pero por discrepancias con el general Juan Buendía y otros jefes, regresó a Lima, donde estaba al frente del gobierno el general Luis La Puerta, pues el presidente Prado se había trasladado a Arica para estar cerca del teatro de operaciones, en su calidad de Director de Guerra. 
El 16 de octubre de 1879 La Cotera fue nombrado presidente del Consejo y ministro de Guerra. El nuevo gabinete ministerial que encabezó no significó ni la cohesión entre el Ejecutivo y el Legislativo ni la unión nacional, que el país precisaba de urgencia, tras la derrota en la campaña naval. Se quiso incluir a Piérola en el gabinete como ministro de Hacienda, pero éste rechazó el ofrecimiento. El 28 de noviembre de 1879 el presidente Prado retornó a Lima. Después de un intento de renovar a los ministros, el gabinete La Cotera fue ratificado. Tras la debacle del Ejército peruano en el sur, La Cotera se empeñó en crear un nuevo Ejército, y buscó la forma de adquirir armas modernas y en gran cantidad.  
Cuando Prado se embarcó con destino a Europa con la intención de agilizar la adquisición de armamentos, dejando en el poder al anciano general La Puerta, la situación fue aprovechada por Piérola para iniciar una revolución, azuzando a la guarnición de Lima. El general Pablo Arguedas, jefe del Batallón Ica acuartelado en el antiguo local de la Inquisición, se negó a obedecer la orden de La Cotera, de enviar dos compañías para resguardar el Palacio de Gobierno. No obstante sus esfuerzos, La Cotera no pudo evitar que Piérola se apoderara del Gobierno. El 27 de diciembre publicó un manifiesto contra el flamante dictador, donde se defendió de las acusaciones que se le hacían y afirmó que el ejército era «hechura suya».
Después de las derrotas peruanas en San Juan y Miraflores (enero de 1881), La Cotera, que se encontraba bajo arresto, burló a sus guardianes y se lanzó a las calles intentando reorganizar a los desbandadas tropas peruanas, pero al no lograr su objetivo y al correr en peligro su propia vida, se asiló en la legación británica.
Cuando se constituyó un nuevo gobierno nacional encabezado por el presidente Francisco García Calderón, La Cotera se contó entre sus auspiciadores y colaboradores. En su ánimo de defender a un gobierno que consideraba legítimo y constitucional, llegó incluso a enfrentar a Cáceres, el caudillo de la Resistencia en la Sierra. Sin embargo, muchos de los soldados al servicio del gobierno de García Calderón se plegaron a Cáceres. 
Cuando García Calderón fue apresado y confinado en Chile, La Cotera protestó enérgicamente, por lo que también fue enviado al exilio. Otros notables peruanos desterrados fueron José María Químper, Andrés Avelino Aramburú Sarrio, Ramón Ribeyro, Manuel Candamo, Pedro Correa y Santiago y Dionisio Derteano. 
Tras la firma del Tratado de Ancón, retornó al Perú en 1884. Gobernaba entonces el general Miguel Iglesias, personaje que no gozaba de popularidad por haber firmado la paz con Chile y contra quien La Cotera conspiró. Se trasladó a Ecuador y allí se contactó con otros refugiados piuranos. Volvió al Perú por Tumbes con otros sublevados y logró más adhesiones, pero fue derrotado en Cerro Blanco el 24 de junio de 1884, por las fuerzas gobiernistas al mando del coronel Genaro Carrasco venidas desde Lima.
La Cotera pasó nuevamente al Ecuador. Al poco tiempo regresó para unirse a Eloy Castro y Eduardo Merino, sublevados contra Iglesias. Pero cayó gravemente enfermo y se refugió en la hacienda Monte de los Padres, en donde fue capturado por Laureano Ramírez. Sus captores lo llevaron a Morropón, luego a Caracucho, y otra vez a Morropón, cuando ya estaba al borde de la muerte. «Muero por servir a mi patria» fueron sus últimas palabras.  Corrió el rumor de que había sido envenenado. 
| Predecesor: Manuel de Mendiburu | Presidente del Consejo de Ministros del Perú 16 de octubre de 1879 - 23 de diciembre de 1879 | Sucesor: Aurelio Denegri Valega                          |
| Predecesor: Manuel de Mendiburu | Ministro de Guerra y Marina del Perú 16 de octubre de 1879 - 23 de diciembre de 1879         | Sucesor: Miguel Iglesias (Guerra) Manuel Villar (Marina) |